# モスコー・ミュール
モスコー・ミュール（Moscow Mule）とはオールデイカクテル（食前食後を問わず飲めるカクテル）として、メジャーなスタンダードカクテルの一つ。モスコミュールと表記することもある。

## 概要
「モスコー・ミュール」は「モスクワのラバ」という意味である。ラバには後ろ足でキックする習性がある。また、酒についてもアルコール分が高く、胃に刺激を与えるものを「キックがある」と表現する。このことから「ミュール」の名が付けられた。「モスクワ」はウォッカを使用していることから。
なお、名称に「クーラー」とは付いていないが、クーラーの一種である。また、ジンジャービア（またはジンジャーエール）と柑橘類果汁を加えるという観点では「バックス(bucks)」の一種と言うこともでき、モスコー・ミュールはウォッカ・バックの異称とも言える。
ジンジャービアを用いるのが原典のレシピであるが、日本ではジンジャービアの入手が容易でないため、ジンジャーエールを代わりに用いるレシピが普及している。
また、銅製のマグカップで提供するのが、本来のスタイルである。

## 由来
1933年にアメリカ合衆国における禁酒法が終わり、ウォッカも自由にアメリカ合衆国へ輸入できるようになった。しかしながら、バーボンウイスキーやライ・ウィスキーに押されてウォッカの市場はなかなか拡大しなかった。
1946年、ハリウッドに店を構えていたバーテンダーのジャック・モーガンが考案したとされる。ジャック・モーガンはピムス・カップというイギリス産まれのカクテルをつくるためにジンジャービアを大量に仕入れた。しかし、ピムス・カップはさっぱり売れず、ジンジャービアの大量在庫を抱えることになった。そこでウォッカとジンジャービアを組み合わせたところ、これが人気となった。銅製のマグカップはジャックの友人が仕入れたものの、こちらも売れずにいた。その友人の発案によって銅製マグカップで提供することになった。
別の説では、1940年代初頭にニューヨーク市のとあるバーでウォッカの輸入業者とジンジャービアの生産者が出会い、互いのプロモーションなるよう考案された。
この他にも、当時スミノフを製造販売していたヒューブラインが「ニューヨークでモスコー・ミュールが流行っている」とアメリカ合衆国全土に広げて流行らせた。という説もある。

## レシピの例
国際バーテンダー協会によるレシピを以下に挙げる。
材料
- スミノフのウォッカ - 45ml
- ジンジャービア - 120ml
- ライム・ジュース - 10ml

作り方
1. 「ミュールカップ」とも呼ばれる銅製のマグカップ、またはロックグラスにウォッカとジンジャービアを入れる。
2. ライム・ジュースを加え、混ぜ合わせる。
3. スライスしたライムを飾る。

## バリエーション
ウォッカをテキーラに替えるとメキシカン・ミュールに、またラムに替えるとジャマイカン・ミュール（スージー・テーラー）に、スコッチ・ウイスキーに替えるとマミー・テーラーにによるとマミー・テーラーのレシピはスコッチ・ウイスキー45ml、ライム・ジュース15ml、ジンジャーエール適量となっており、モスコー・ミュールのベースをスコッチ・ウイスキーに替えてつくられるカクテルと考えられる。ジンに替えるとマミーズ・シスターに、アブサンに替えるとワイルド・ミュールとなる。
その他、ウォッカを他の酒類で置き換えたバリエーションと呼称に次のようなものがある。
| ベース                                                   | 名前                                                                           |
| -------------------------------------------------------- | ------------------------------------------------------------------------------ |
| バーボン・ウイスキー                                     | ケンタッキー・ミュール または ホースファーザー                                 |
| バーボン・ウイスキーとコーヒー・リキュール               | ニュー・オーリンズ・ミュール                                                   |
| ジン                                                     | ジン・ミュール、ロンドン・ミュール、ミュンヘン・ミュール または フォッグホーン |
| バンダバーグ・ラム（en）                                 | オージー・ミュール                                                             |
| アイリッシュ・ウイスキー                                 | アイリッシュ・ミュール                                                         |
| ブレンデッド・スコッチ・ウイスキーとサンジェルマン（en） | グラスゴー・ミュール                                                           |
| アブサン                                                 | ボヘミアン・ミュール                                                           |
| アブサンとシナモン・シュナップス                         | デッドマンズ・ミュール                                                         |
| コニャックとアンゴスチュラ・ビターズ                     | フレンチ・ミュール                                                             |
| 洋梨リキュールとポワール・ウィリアム（en）               | プリッキー・ペア・ミュール                                                     |
| サザンカンフォート                                       | サザン・ミュール                                                               |
| トゥアカ（en）                                           | トスカーナ・ミュール                                                           |
| アクアビット                                             | オスロ・ミュール                                                               |
| 付け合せにローズマリーとクランベリー                     | ミスルトウ・ミュール                                                           |

他のバリエーションとして、ジンジャー・ビアの代わりにジンジャー・シロップやジンジャー・エールを用いるものがある。
副材料としてニンジンのジュースやアンゴスチュラ・ビターズを追加するアレンジもある。
ラズベリーシロップまたはクレーム・ド・フランボワーズを加えるとモスコー・ミュールからフロラドラ（Floradora cocktail）になる。
ジンジャー・ビアの代わりにマウンテンデューを使うとモスコー・モールになる。
ライム・ジュースをレモン・ジュースに変えるとウォッカバックになる。